# تپه کول بهرام
تپه کول بهرام مربوط به دوره ساسانیان تا سده‌های اولیه دوران‌های تاریخی پس از اسلام است و در شهرستان نظرآباد، بخش مرکزی، دهستان احمدآباد، ۲۰۰ متری روستای کول بهرام واقع شده و این اثر در تاریخ ۲۷ آبان ۱۳۸۶ با شمارهٔ ثبت ۲۰۲۴۶ به‌عنوان یکی از آثار ملی ایران به ثبت رسیده است.